# Ritsu

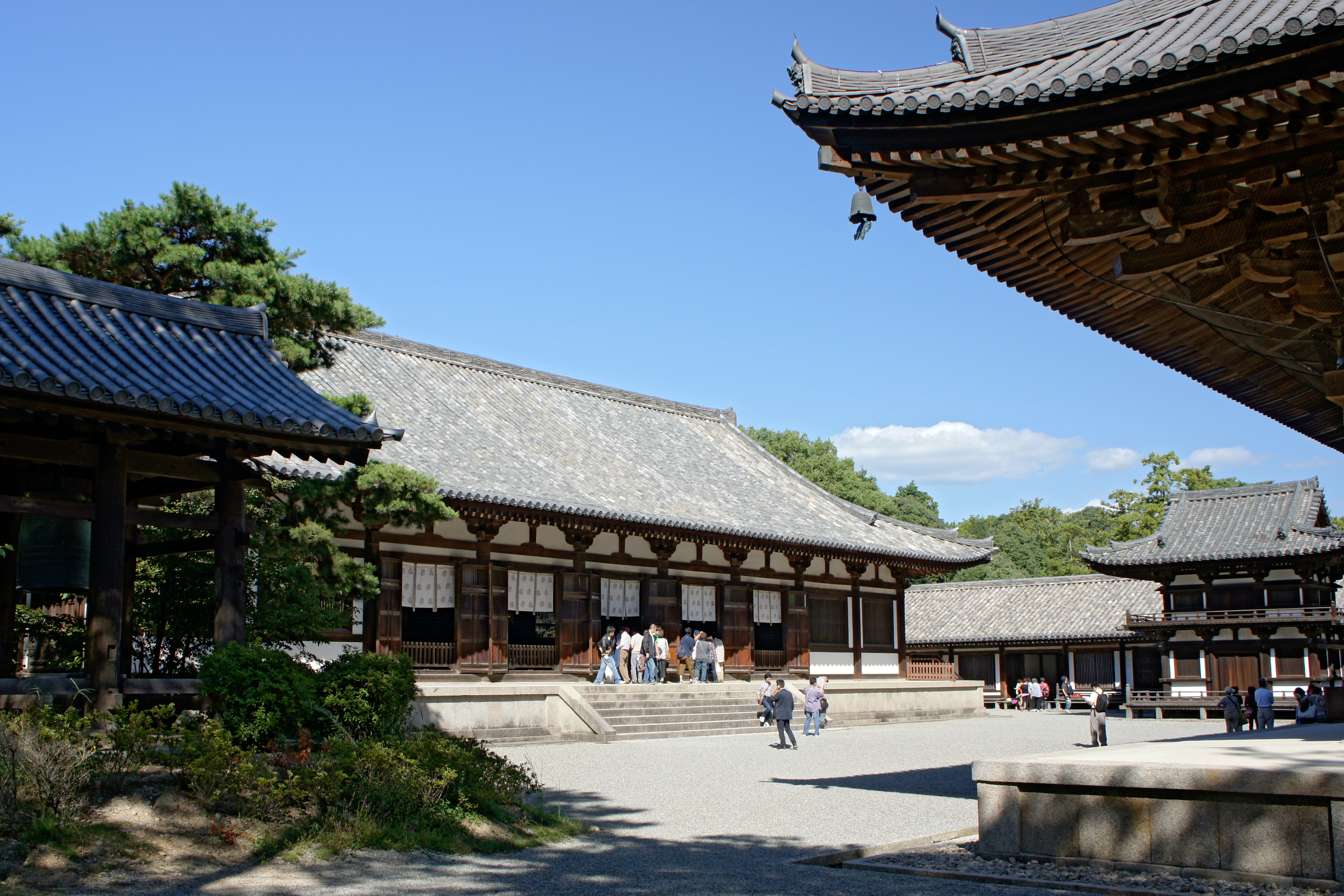
Tōshōdai-ji, templo budista ritsu en Nara.

La escuela o secta Ritsu o Risshū (律宗?) es una de las seis escuelas de budismo (junto con Kegon, Hosso, Sanron, Kusha y Jujitsu) de Nara en Japón, perteneciente al budismo Mahayana y destacada por su uso del marco textual del Vinaya de la Dharmaguptaka, una de las primeras escuelas del budismo.
La escuela Ritsu fue fundada en Japón por el famoso maestro ciego chino de Tiantai Jianzhen, conocido por su nombre japonés Ganjin. Ganjin viajó a Japón invitado por sacerdotes japoneses y estableció en el 754 los preceptos y una plataforma (lugar formal) de ordenación en el templo Todai-ji invistiendo monjes al emperador retirado Shōmu y a muchos otros seguidores. Más tarde sería nombrado administrador general del sacerdocio japonés y en el 759 fundaría el templo Tōshōdai-ji en Nara. 
La escuela Ritsu se centró en las cuestiones prácticas de la fe y el mantenimiento de la institución. Ritsu es la traducción japonesa de vinaya (preceptos) y enseñaba a sus seguidores a observar estrictamente las reglas del Prātimokṣa, la disciplina moral y los códigos de la ordenación monástica del budismo. No estaba tan enfocada a la doctrina como lo estaba a la estructura moral de sus monjes y monjas.
Durante el período Kamakura, la secta Ritsu se dividió en escuelas en Tōshōdai-ji, Kaidan-in, Saidai-ji y Sennyū-ji. Sin embargo, durante el período Meiji, la secta Ritsu fue incorporada dentro de la secta Shingon por decreto del gobierno japonés. Hoy día, solo Tōshōdai-ji, que resistió las medidas gubernamentales, conserva su identidad como templo ritsu. La sede sigue estando en Nara.